# Bela Lugosi's Dead
"Bela Lugosi's Dead" је пјесма енглеског пост-панк бенда Баухаус. То је био први сингл, објављен 6. августа 1979. од стране издавачке куће Small Wonder. Често је сматрана првом готик рок пјесмом.

## Историја
"Bela Lugosi's Dead" је снимљен "уживо у студију" из првог покушаја током шесточасовне сесије у студију Beck у Велингбороу 26. јануара 1979. То је била прва ствар коју су снимили заједно, шест недјеља након што је бенд формиран. Сва четири члана бенда су заслужна као писци пјесме: вокал Питер Марфи, гитариста Данијел Еш, бубњар Кевин Хаскинс и басиста Дејвид Џеј (као Дејвид Хескинс). Дејвид Џеј је тврдио да је он написао текст. Алтернативне верзије "Bela Lugosi's Dead" такође су укључивале дио раног демо снимка њиховог следећег сингла, "Dark Entries".
Четири додатне пјесме су снимљене током исте сесије: "Boys"; "Bite My Hip"; "Some Faces" и ска-реге пјесма "Harry", која је била о Деброа Хери, пјевачици групе Blondie. У вези са овом сесијом, Кевин Хаскинс је рекао: "Постоји power-pop у пјесми, а такође и ска. Покушавали смо да пронађемо свој глас."
Од пјесама које су снимљене током сесије (осим "Bela Lugosi's Dead") само је "Harry" наишла на званично издање; 1982. као Страна-А сингла "Kick in the Eye." Верзија пјесме "Boys" снимљена је у студију Beck касније 1979. и коришћена је као Б страна оригиналног издања "Bela Lugosi's Dead" сингла. Остале пјесме, укључијући оригиналну пјесмз "Boys," остале су необјављене до 2018. када је "The Bela Session" објављен на винилу, CD-у и стављен на располагање за дигитално преузимање од стране бенда. Од додатних пјесама, Classic Rock магазин написао је да, "Остатак материјала проналази бенд који се петља за правац, чак и додирујући ска."

## Списак пјесама
| №               | Назив              | Трајање |  |
| 1.              | Bela Lugosi's Dead | 9:36    |  |
| Укупно трајање: | Укупно трајање:    | 9:36    |  |

| №               | Назив               | Трајање |  |
| 1.              | Boys                | 3:06    |  |
| 2.              | Dark entries (demo) | 1:23    |  |
| Укупно трајање: | Укупно трајање:     | 4:29    |  |